# Sarmatia poliochroa
Sarmatia poliochroa är en fjärilsart som beskrevs av George Francis Hampson. Sarmatia poliochroa ingår i släktet Sarmatia och familjen nattflyn. Inga underarter finns listade.